# Rec.arts.sf.tv.babylon5.moderated
rec.arts.sf.tv.babylon5.moderated — модерируемая новостная группа Usenet, созданная для освещения событий и обмена информацией относительно происшествий, связанных со вселенной научно-фантастического сериала Вавилон-5. Из-за постоянного участия в ней создателя данной вселенной, сценариста и режиссёра Джозефа Майкла Стражински является важнейшим источником получения точной и новейшей информации по сериалу. Данная группа явилась продолжением другой, более старой, немодерируемой группы rec.arts.sf.tv.babylon5, созданной в 1990-е гг.; на момент 1996 г. та группа определила JMS как участника со статусом frequent contributor и стала одной из первых в истории интернет-конференций, где поклонники сериала смогли постоянно напрямую общаться с режиссёром.

## История

### Предтечи создания группы
В начале 1990-х, несколько новостных групп были созданы для освещения проблематики научно-фантастического сериала Вавилон-5. Одна из этих групп, rec.arts.sf.tv.babylon5, сумела привлечь к себе постоянное внимание создателя идеи сериала, сценариста и режиссёра Джозефа Майкла Стражински. Стражински длительное время участвовал в деятельности различных форумов с конца 1980-х гг., и был, к тому времени, широко известен как один из первых сценаристов, общающихся с поклонниками сериалов вживую, даже ещё до того, как Интернет развился в сложно организованную информационную систему, какой мы знаем её сегодня.

### Причины создания группы
Стражински общался с фанатами «Вавилона-5» через группу rec.arts.sf.tv.babylon5 и подобные ему группы на GEnie и CompuServe, до тех пор, пока группа не превратилась в неухоженную и заспамленную новостную ленту, изобилующую флеймовыми войнами (зачастую начатую и поддерживаемую сравнительно небольшой группой людей). С течением времени рейтинги сериала «Вавилон-5» выросли, и участию Стражински в этой группе стало уделяться все больше внимания, и все больший охват стали приобретать спамовые явления и флеймовые войны. К концу 1995 года Стражински стал интернет-сталкером, и был вынужден пересмотреть некоторые моменты в сценарии сериала, так как поклонники достаточно активно публиковали свои отзывы и возможные сценарии дальнейшего развития событий. Вследствие этого Стражински покинул группу rec.arts.sf.tv.babylon5, сосредоточившись на участии в модерируемых интернет-форумах и группах.
После этого группа фанатов сериала предложила создание Usenet-версии rec.arts.sf.tv.babylon5. Голосование по данной тематике стало одной из самых обсуждаемых тем в истории Usenet (сравнимое только с голосованием в группе rec.music.white-power). Предложение было принято, итогом его стало создание rec.arts.sf.tv.babylon5.moderated, группы, в которую перекочевало большинство участников старой немодерировавшейся группы, в том числе и Стражински; таким образом группа rec.arts.sf.tv.babylon5 продолжила своё существование в некоем более контролируемом варианте.

### Группа в настоящее время
До сегодняшнего дня Стражински продолжает публиковать свои послания в rec.arts.sf.tv.babylon5.moderated, подключая к обсуждению множества вопросов, связанных с сериалом, фанатов и других людей; кроме того, Стражински отвечает на вопросы, относящиеся к его работе и использует группу как платформу для публикования своих заявлений относительно новых проектов. Многочисленные независимые сайты, хранящие в своих разделах историю публикаций Стражински в этой новостной группе, также становятся цитируемыми источниками, превращаясь в хранилище постоянных ссылок на заявления Джозефа Майкла Стражински.
Группа активно модерируется добровольцами — двумя фанатами «Вавилона-5», и все компьютерное оборудование и стоимость интернет-трафика и других технических затрат покрывается добровольными взносами других фанатов. Постинги могут быть сделаны стандартными Usenet-методами (через ньюсридер или www при помощи Google Groups), или через e-mail.